# 加力
加力（英語：yank）是用來描述力如何隨時間變化的一個物理量。

## 定義
加力被定義為力對時間的導數，即
{\displaystyle \mathbf {Y} ={\frac {d\mathbf {F} }{dt}}}
其中{\displaystyle \mathbf {F} }代表力，{\displaystyle t}表示時間。

## 牛頓第二運動定律形式
根據牛頓第二運動定律，有
{\displaystyle \mathbf {F} =m\mathbf {a} }
故
{\displaystyle \mathbf {Y} ={\frac {d}{dt}}(m\mathbf {a} )=m\mathbf {j} }
其中{\displaystyle \mathbf {j} }表示加加速度。